# Mesozoa
Die Einteilung der Lebewesen in Systematiken ist kontinuierlicher Gegenstand der Forschung. So existieren neben- und nacheinander verschiedene systematische Klassifikationen. 
Das hier behandelte Taxon ist durch neue Forschungen obsolet geworden oder ist aus anderen Gründen nicht Teil der in der deutschsprachigen Wikipedia dargestellten Systematik.
Als Mesozoa (Gr.: Zwischentiere, Mitteltierchen) wurden früher vielzellige Tiere bezeichnet, die allerdings im Zellaufbau die wichtigsten Merkmale der übrigen tierischen Vielzeller (Metazoa) nicht teilen. Sie wurden aus dem Grunde in eine Gruppe zusammengefasst, obwohl sie keine natürliche Gruppe, ein so genanntes monophyletisches Taxon, darstellen. Heute ist jedoch bekannt, dass es sich bei dieser Tiergruppe um sekundär vereinfachte Gewebetiere aus den Bilateria handelt.
Alle bekannten Mesozoa sind wurmförmig und nicht größer als 2 mm. Sie bestehen aus einer generativen Kernzone, die von einer einschichtigen somatischen Hülle umgeben ist. Weitere Charakteristika sind ein Wechsel von sich sexuell und asexuell vermehrenden Generationen (Metagenese) und ein ausschließlich endosymbiontisches bzw. endoparastitisches Leben in marinen Wirbellosen.
Die beiden früher zusammengefassten Tiergruppen sind:
- Rhombozoa: Endosymbionten in Kopffüßern
  - Dicyemidae (ca. 75 Arten)
  - Heterocyemidae (2 Arten)
- Orthonectida: Endoparasiten (ca. 30 Arten)